# Catedral de Santo Antônio de Pádua (Governador Valadares)
A Catedral Santo Antônio de Pádua é um templo católico localizado em Governador Valadares, no estado brasileiro de Minas Gerais. Dedicada a Santo Antônio de Pádua, constitui a sede episcopal da Diocese de Governador Valadares.
Está situada na Praça Dom Manuel Nunes Coelho, no centro da cidade.

## História
A capela de Santo Antônio, construída de 1910 a 1914, foi a base da comunidade católica local e tornou-se a sede da paróquia de Santo Antônio da Figueira do Rio Doce em 1915. Nessa ocasião teve início, propriamente, a vida paroquial com todos os seus registros datados a partir de 10 de novembro do mesmo ano, assinados por Frei Angélico de Campora Capuchinho. Até então, erguia-se ali uma simples capela, também dedicada a Santo Antônio de Pádua, construída por volta de 1886. A construção do atual templo se deu em 1924, pela Irmandade Santo Antônio. A partir da criação da Diocese de Governador Valadares em 1 de fevereiro de 1956, o templo passou à condição de catedral.